# Folk-pop
Folk-pop là một phong cách âm nhạc có thể là các bài hát dân gian đương đại sử dụng nhiều yếu tố chuyển soạn nhạc pop; hoặc các bài hát nhạc pop với cách chuyển soạn kiểu dân gian dựa trên các âm thanh mộc, gần gũi.

## Lịch sử
Nhạc folk-pop phát triển trong thời kỳ bùng nổ nhạc dân ca và nhạc folk rock những năm 1960. Ví dụ điển hình về các nghệ sĩ nhạc folk-pop bao gồm The Kingston Trio và Peter, Paul and Mary có hợp đồng với các hãng thu âm lớn (Capitol Records và Warner Brothers Records). Các nghệ sĩ thành công về mặt thương mại lại tương phản với những nghệ sĩ biểu diễn âm nhạc dân ca, với n kiên quyết và mang tính chính trị hơn như Joan Baez, Odetta, Phil Ochs, Nina Simone, The Weavers, Melanie, Steve Goodman, Steve Forbert, Leonard Cohen và Glenn Yarbrough, hoặc trong những thập kỷ gần đây như Tracy Chapman và Ani DiFranco. Folk-pop được tìm thấy ở nhiều khu vực khác nhau trên thế giới.